# Francesco Carrara (kardynał)
Francesco Carrara (ur. 1 listopada 1716 w Ghisalbie, zm. 26 marca 1793 w Rzymie) – włoski kardynał.

## Życiorys
Urodził się 1 listopada 1716 roku w Ghisalbie, jako syn Carla Carrary i Any Marii Passi. Studiował na Uniwersytecie Padewskim, gdzie uzyskał doktorat z prawa. Następnie został referendarzem Trybunału Obojga Sygnatur] i audytorem Kamery Apostolskiej. 14 lutego 1785 roku został kreowany kardynałem prezbiterem i otrzymał kościół tytularny San Girolamo dei Croati. Był bardzo ortodoksyjny i zdecydowanie potępiał jansenizm. W latach 1790–1791 był kamerlingiem Kolegium Kardynałów. Zmarł 26 marca 1793 roku w Rzymie.

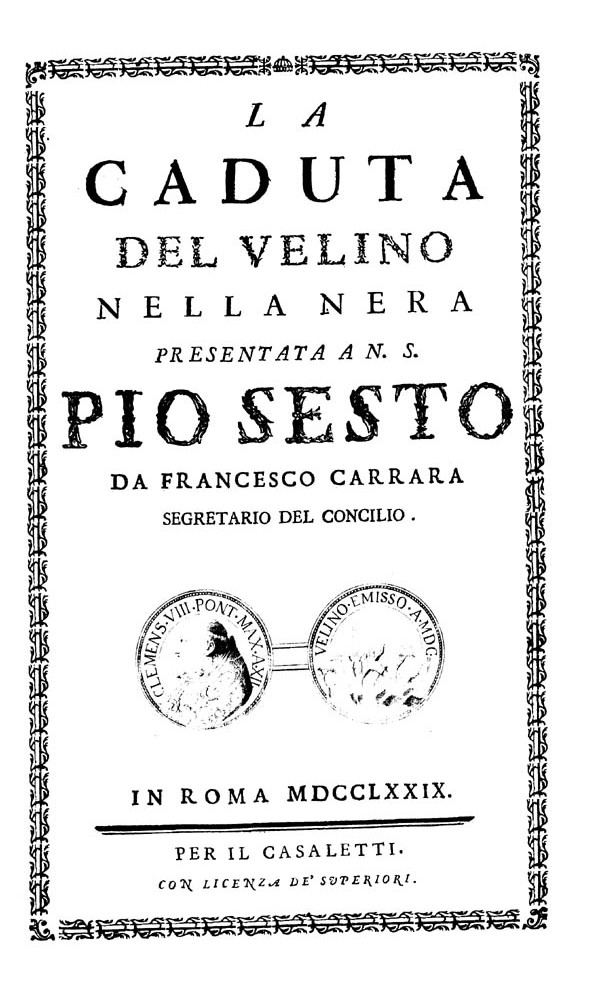
La caduta del Velino nella Nera, 1779